# غوخان كسكين
غوخان كسكين (بالتركية: Gökhan Keskin)‏ هو مدرب كرة قدم ولاعب كرة قدم تركي في مركز الدفاع، ولد في 31 مارس 1966 في إسطنبول في تركيا. شارك مع منتخب تركيا تحت 21 سنة لكرة القدم ومنتخب تركيا لكرة القدم. أما مع النوادي، فقد لعب مع إسطنبول سبور ونادي بشكتاش.

## وصلات خارجية
- غوخان كسكين على موقع اتحاد تركيا (لاعب) (الإنجليزية)
- غوخان كسكين على موقع اتحاد تركيا (مدرب) (الإنجليزية)
- غوخان كسكين على موقع قاعدة بيانات كرة القدم.إي يو (الإنجليزية)
- غوخان كسكين على موقع ناشيونال فوتبول تيمز (الإنجليزية)
- غوخان كسكين على موقع عالم كرة القدم.نت (الإنجليزية)